# The Necrotic Manifesto
The Necrotic Manifesto è l'ottavo album in studio del gruppo musicale belga Aborted, pubblicato nel 2014.

## Tracce
1. Six Feet of Foreplay – 1:12
2. The Extirpation Agenda – 3:11
3. Necrotic Manifesto – 2:45
4. An Enumeration of Cadavers – 3:31
5. Your Entitlement Means Nothing (feat. Vincent Bennett dei The Acacia Strain) – 1:44
6. The Davidian Deceit – 3:32
7. Coffin Upon Coffin – 3:28
8. Chronicles of Detruncation – 3:08
9. Sade & Libertine Lunacy – 3:42
10. Die Verzweiflung – 2:29
11. Excremental Veracity (feat. Plegethon dei Wormed) – 2:39
12. Purity of Perversion – 2:45
13. Of Dead Skin & Decay – 3:09
14. Cenobites – 5:31